# Garching bei München
Pour les articles homonymes, voir Garching.
Garching bei München (littéralement en français « Garching-lès-Munich ») est une ville allemande située en Bavière, dans l'arrondissement de Munich.

## Universités et centres de recherche

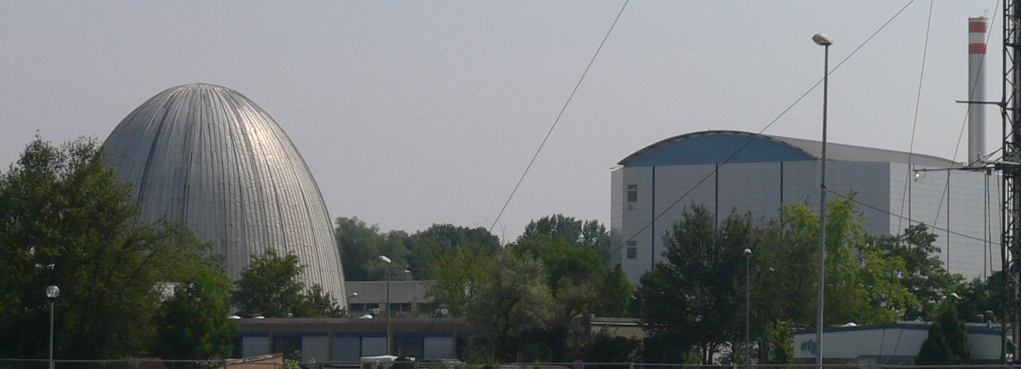
Le réacteur FRM I et le réacteur FRM II en arrière-plan.

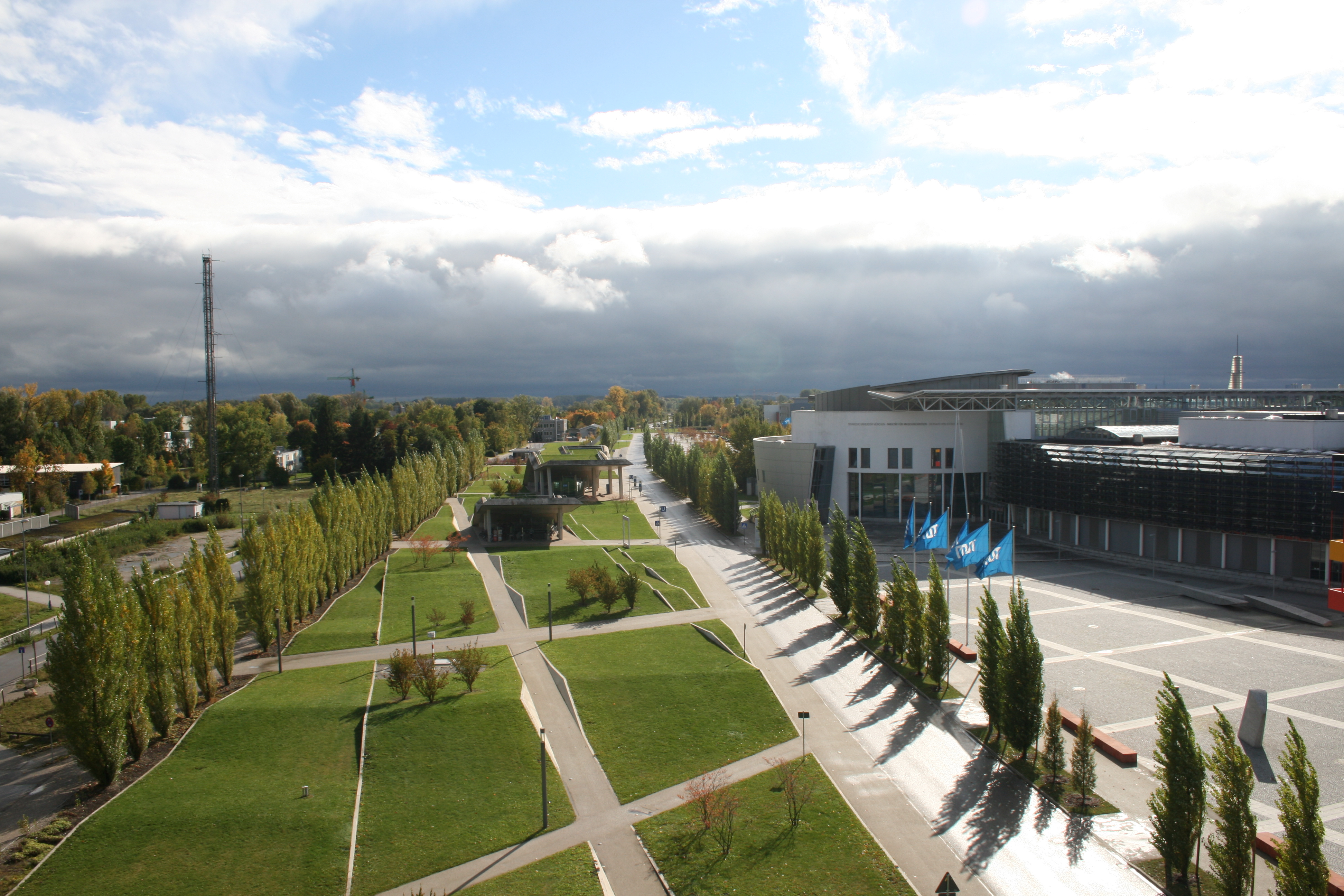
Le Centre de recherche de Garching.

Au nord-est de Garching se trouve le Hochschul- und Forschungszentrum, dans lequel se trouvent plusieurs laboratoires de recherche universitaires et non universitaires. Ce centre s'est développé autour du premier réacteur de recherche allemand FRM I en 1957 et, en 1960, de l'Institut Max-Planck de physique des plasmas.
À côté du FRM I (utilisé jusqu'en 2000) et de son successeur, le FRM II (en fonctionnement depuis 2004), se trouvent les facultés de génie mécanique, mathématiques, informatique, chimie, physique et l'institut de génie biomédical de l'université technique de Munich, ainsi que quelques chaires de la section physique de l'université Louis-et-Maximilien de Munich. Ces deux universités y exploitent ensemble un accélérateur de particules.
La société Max-Planck a plusieurs instituts dans ce centre : l'Institut Max-Planck de physique des plasmas, ainsi que ceux d'astrophysique, de physique extraterrestre et d'optique quantique.
C'est également là que se trouve le siège de l'Observatoire européen austral, l'Organisation européenne pour la recherche astronomique dans l'hémisphère sud, qui gère les sites chiliens de La Silla, du Llano de Chajnantor, de Paranal et de Cerro Armazones.
Il y a aussi la Société pour la sûreté des installations et des réacteurs nucléaires, l'Institut de sécurité technologique, l'institut Walther-Meißner de recherche à basse température de l'Académie bavaroise des sciences, l'institut Walter-Schottky pour la physique des semi-conducteurs, le Centre bavarois de recherche appliquée en énergie, un département de l’European Fusion Development Agreement. Il y avait l'Établissement allemand de chimie alimentaire jusqu'en 2010, ainsi que, jusqu'à la fin de 2006, le département européen du réacteur nucléaire à fusion, ITER.
Les deux clusters d'excellence Cognition for Technical Systems et Origin and Structure of the Universe, auxquels participe l'université technique de Munich, sont présents sur le site du Hochschul- und Forschungszentrum.
General Electric ouvre son centre de recherche européen à Garching le 28 juin 2004, où travaillent environ 150 chercheurs. Ses activités de recherche se concentrent sur les énergies renouvelables, les techniques d'énergie, les machines à turbo, les matériaux composites, les instruments et systèmes de contrôle ainsi que le génie biomédical.
En mai 2006, le Leibniz Rechenzentrum quitte Munich pour s'installer à Garching.
Aux abords du centre se trouve une bibliothèque de dépôt de la Bayerische Staatsbibliothek.